# اریک امانوئل اشمیت
اریک امانوئل اشمیت (به فرانسوی: Éric-Emmanuel Schmitt) (زاده ۲۸ مارس ۱۹۶۰ در لیون) نویسنده، نمایش‌نامه‌نویس و فیلسوف فرانسوی است. نوشته‌های او به ۴۳ زبان دنیا منتشر شده و نمایشنامه‌های او در بیش از ۵۰ کشور روی صحنه رفته‌است. وی دکترای فلسفه نیز دارد.
چندین جایزه تئاتر مولیر فرانسه، جایزه بهترین مجموعه داستان گنکور، جایزه آکادمی بالزاک همراه بسیاری از جوایز فرانسوی و خارجی از جوایز اهداشده به اشمیت است.
نمایشنامه‌هایی از او نظیر «خرده جنایت‌های زَناشویی» و «مهمانسرای دو دنیا» و آثاری از مجموعه داستان «گل‌های معرفت» مانند «میلارپا»، «ابراهیم آقا و گل‌های قرآن»، «اسکار و خانم صورتی» و «سوموکاری که نمی‌توانست تنومند شود» همراه چندین رمان دیگر به فارسی ترجمه شده‌اند.

## نمایش‌نامه‌ها
- ملاقات‌کننده (مهمان ناخوانده (نشر نی)) The Visitor (Le Visiteur, 1993)
- خرده جنایت‌های زناشویی Partners in crime (Petits crimes conjugaux, 2004) (نشر قطره)
- نوای اسرارآمیز Variations Enigmatiques ,1996 (نشر قطره)
- عشق‌لرزه La tectonique des sentiments, 2008
- مهمان‌سرای دو دنیا Between Worlds (Hôtel des deux mondes, 1999)
- اگر از نو شروع کنیم , Si on recommençait 2014 (نشر قطره)
- مرد خیلی راحت، یک چالش احساسیUn homme trop  facile, 2013 (انتشارات پارسه سبحان)
- فردریک یا تاتر بولوار ۱۹۹۸(نشر قطره)
- شب والونیهLa nuit de Valognes, 1991 (نشر افراز)

## داستان‌ها و رمان‌ها
- گل‌های معرفت (مجموعهٔ سه داستان کوتاه است: «میلارپا»، «ابراهیم آقا و گل‌های قرآن»، «اسکار و بانوی گلی پوش»)(نشر چشمه)
- شب آتشینLa nuit de feu,2015 (نشر البرز)
- انجیل‌های من (نشر ثالث - ترجمه قاسم صنعوی)Mes Evangiles,2004

- زمانی که یک اثر هنری بودم (انتشارات افراز)؛ وقتي اثر هنري بودم (نشر نيماژ) Lorsque j'étais une oeuvre d'art ,2002
- اولیس از بغداد (انتشارات افراز) Ulysse from Bagdad,2008
- اسباب خوشبختیConcerto à la mémoire d'un ange, La rêveuse d'Ostende, Odette Toulemonde,2013(چهار داستان کوتاه)(نشر قطره)
- سوموکاری که نمی‌توانست تنومند شود (انتشارات افراز) Le Sumo qui ne pouvait pas grossir ,2009
- انتقام بخشش و دو داستان دیگرThe Revenge of Forgiveness,2017 (نشر قطره)
- خواهران بارباران,La vengeance du pardon 2017(نشر چترنگ)
- پرنس پابرهنه و داستان‌های دیگر (انتشارات افراز)
- یک روز قشنگ بارانی (نشر قطره)Odette Toulemonde et autres histoires,2006
- زن در آینه La femme au miroir, 2011(نشر افراز)
- فرضیه‌های جایگزین 2001 ,la Part de l'autre
- ده فرزند نداشته بانو مینگ (انتشارات افراز)  Les dix enfants que Mme Ming n'a jamais eus,2002

(اين كتاب با نام «مادام مينگ و ده بچه نداشته‌اش» با ترجمه معصومه صفايي راد، توسط نشر كتابستان معرفت (قم) هم به چاپ رسيده است)
- خیانت انیشتینLa trahison d'Einstein,2014  (نشر قطره)
- آدولف ه، دو زندگیAdolf H.zwei leben,2001  (نشر نیکو نشر)
- مادام پیلینسکا و راز شوپنmadame pylinska et le secret de chopin,2018(نشر چترنگ)
- سگLe chien,2016(انتشارات نیلوفر)
- اسکار و خانم صورتی Oscar et la dame rose,2002
- خاطرات عشق از دست رفته Journal perdu d'un amour, 2019 (نشر قطره- شهلا حائری (مترجم))
- عشق نامرئی ,Les deux messieurs de Bruxelles 2012 (نشر نگاه-عزیزی)
- فلیکس و سرچشمه ی اسرار (نشر قطره)
- زندگی با موتسارت  Ma vie avec Mozart,2005 (نشر افراز)
- فرزند نوح Noah's Child, 2004 (نشر فرهنگ آرش)
- دو مرد از بروکسل ۲۰۰۱
- کنسرتویی به یاد یک فرشته Concerto to the Memory of an Angel,2010(نشر افراز) برنده ی جایزه ی گنکور سال ۲۰۱۰